# Paraggi
Paraggi est un hameau (ou frazione) de la commune de Santa Margherita Ligure dans la province de Gênes dans la région de Ligurie en Italie. Sa population s'élevait à 2 habitants en 1974.
Située entre Santa Margherita Ligure et Portofino, la frazione fait partie du Tigullio.
Paraggi est notamment connu pour sa plage touristique ; Domenico Dolce, Stefano Gabbana, ou bien Pier Silvio Berlusconi y se sont déjà rendu là-bas pour leurs vacances.